# Lehen (Stuttgart)

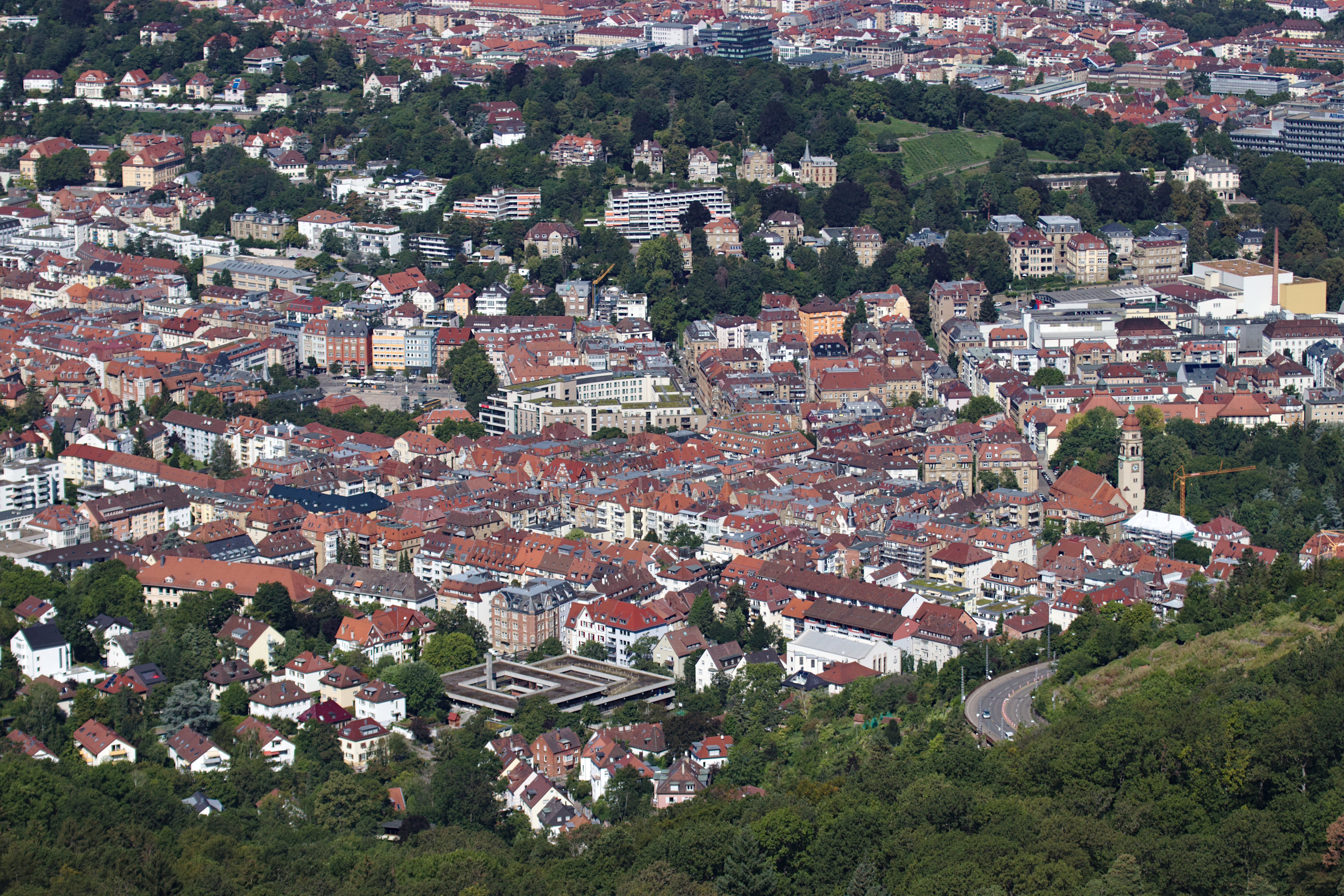
Lehen vom Fernsehturm aus gesehen

Das Lehen ist ein Stadtteil im Stadtbezirk Stuttgart-Süd.

## Geschichte
Als Flur mit Weinbergen (vinearum [...] sito in monte dicto zû dem Lehen) 1304 erstmals urkundlich erwähnt, wurde das bis dahin landwirtschaftlich genutzte Gebiet erst im Zuge der Stadterweiterung Stuttgarts nach Süden Ende des 19. Jahrhunderts in die städtebauliche Planung einbezogen. Um 1900 begann die massive Bebauung, vorwiegend mit mehrstöckigen Mietshäusern im Jugendstil mit historisierenden Elementen.

## Verkehr
Der nördliche Eingang des Heslacher Tunnels befindet sich in diesem Stadtteil. Über die Buslinie 43 ist Lehen an den ÖPNV angebunden.

## Sehenswürdigkeiten

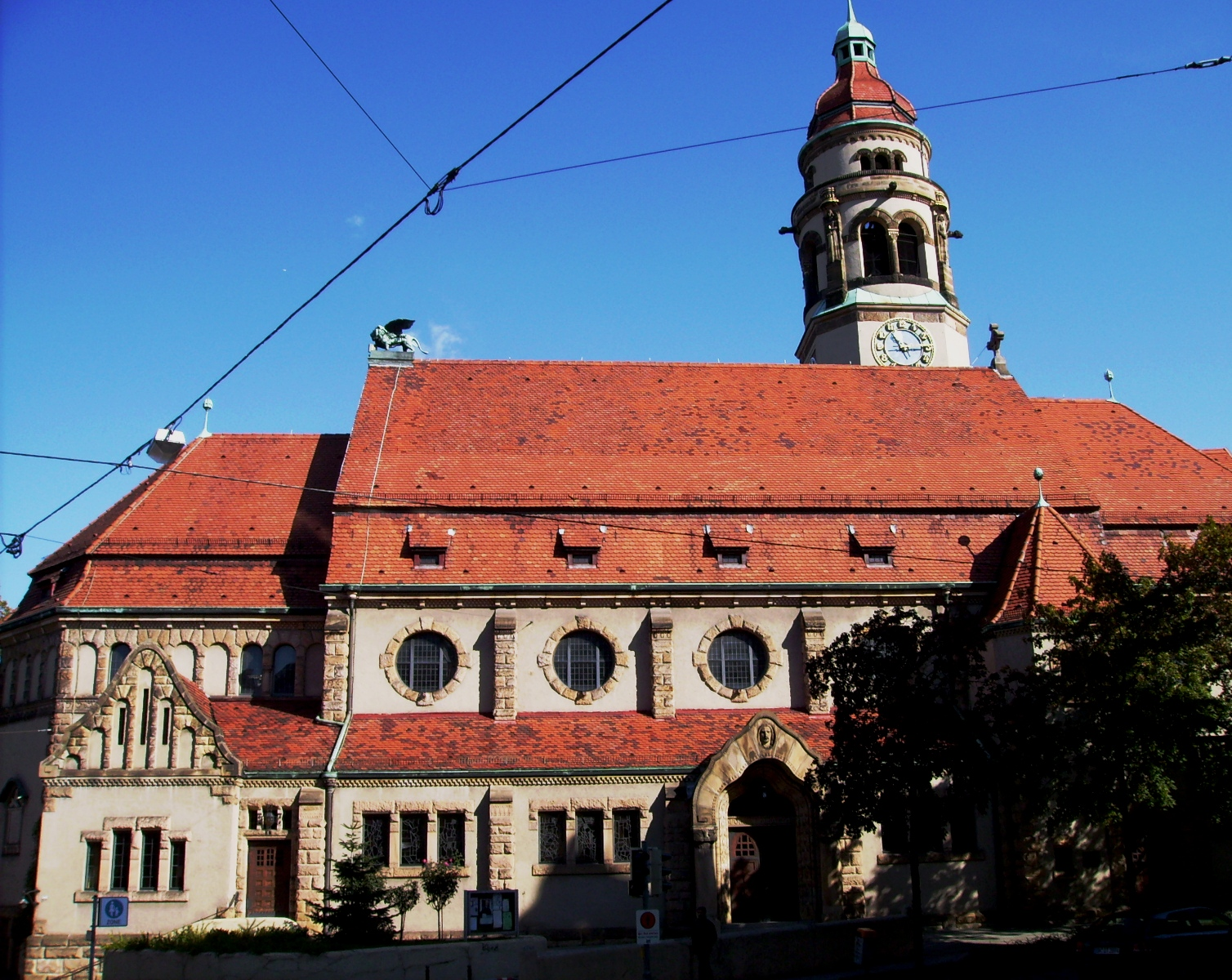
Markuskirche

- Die Heusteigschule wurde durch den Architekten Theodor Fischer geplant.
- Die Markuskirche ist als Jugendstilgebäude kunstgeschichtlich und wegen des Stuttgarter Schuldbekenntnisses historisch bedeutend.

## Bildungseinrichtungen
In Lehen liegen die Heusteigschule (Grund- und Hauptschule mit Werkrealschule) und die Marienschule (Grundschule).